# Vibi Mars
Vibi Mars (en llatí Vibius Marsus) va ser un magistrat romà del segle i. Formava part de la gens Víbia, una gens romana d'origen plebeu.
Tàcit l'anomena "vetustis honoribus studiisque illustris". L'any 19 era un candidat més que probable al govern de Síria, però finalment va ser nomenat Gneu Senti Saturní l'any 21. El mateix any va ser enviat a buscar Gneu Calpurni Pisó per ser jutjat a Roma. Se'l menciona altre cop en els debats al senat l'any 26.
Just abans de la mort de Tiberi l'any 37 va ser acusat de ser un dels còmplices d'Albucil·la. L'any 42 va ser nomenat governador de Síria càrrec que va exercir un dos anys fins que el va substituir Gai Cassi Longí.
Es coneixen unes monedes d'un procònsol de nom Gai Vibi Mars procedents d'Útica, i sembla que probablement aquest Vibi Mars va ser procònsol a l'Àfrica en una data desconeguda entre l'any 20 i el 35, en compensació per no ser nomenat governador de Síria.